# إصلاحية راديكالية
كانت الإصلاحية الراديكالية ردًّا على الفساد في الكنيسة الكاثوليكية وفي الحركة البروتستانتية القضائية التي قادها مارتن لوثر، وفي حركات أخرى. بدأت الحركة في ألمانيا وسويسرا في القرن السادس عشر، وولدت منها حركات بروتستانتية راديكالية في جميع أنحاء أوروبا. يشمل المصطلح الإصلاحيين الراديكاليين مثل تومس منتزر وأندرياس كارلستاد وأنبياء زفيكاو، وحركات تجديدية العماد كالهوتريتيين والمينوناتيين.
في ألمانيا وسويسرا والنمسا، تعاطفت الأغلبية مع الإصلاحية الراديكالية رغم الاضطهاد الشديد. ومع أن القسم الناجي من الأوروبيين الذين ثاروا على الكنائس الكاثوليكية واللوثرية والزوينغليانية صغير، فإن كتابات الإصلاحيين الراديكاليين كانت كثيرة، وأدب هذه الحركة كبير جدًّا، جزئيًّا بسبب انتشار تعاليم الإصلاحية الراديكالية في الولايات المتحدة.

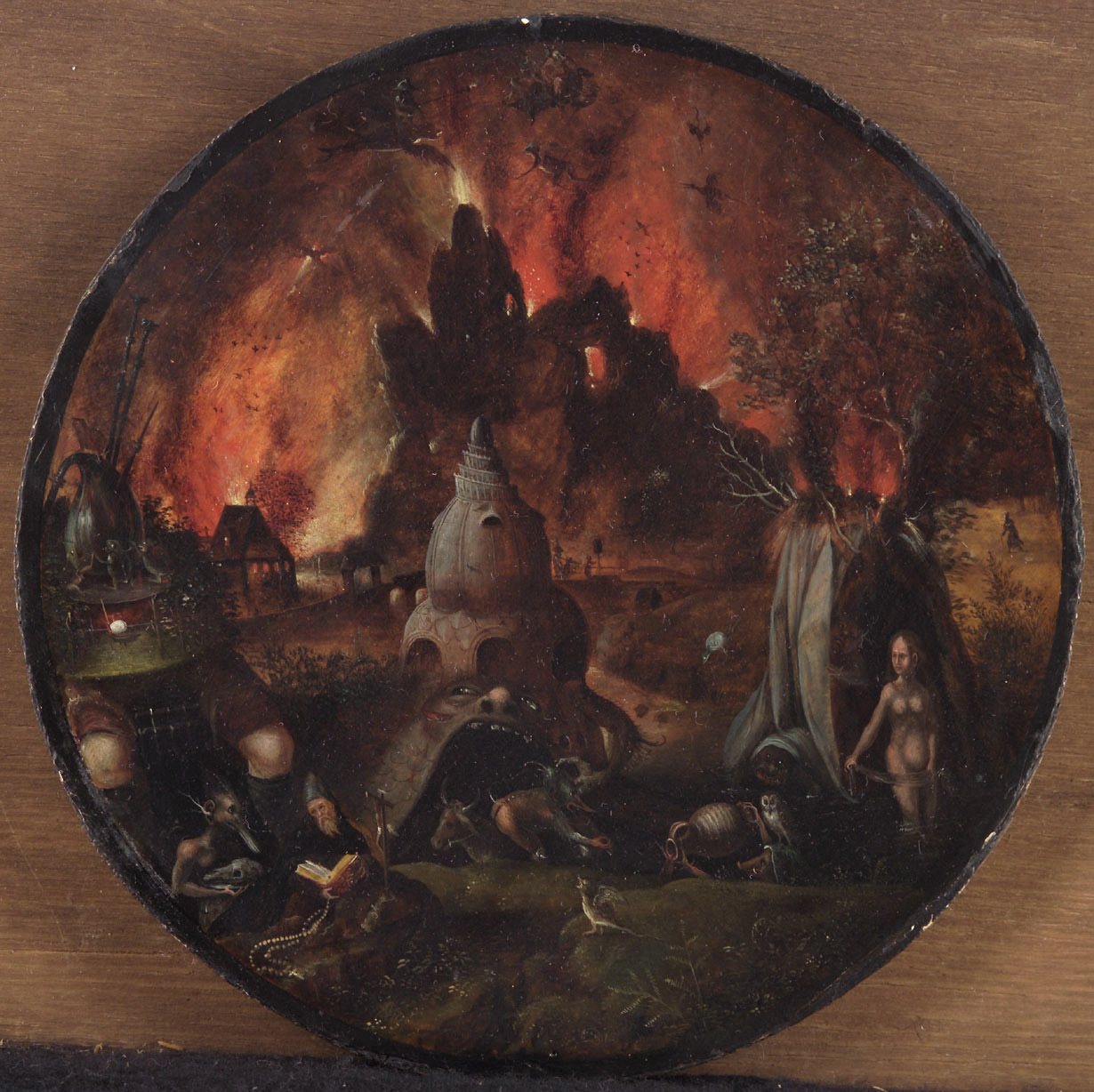
كانت بعض الأشكال الأولى للإصلاحية الراديكالية حركات أخروية، تركز على وشوك انتهاء العالم.

## التاريخ
كانت بعض الأشكال الأولى للإصلاحية الراديكالية حركات أخروية، تركز على وشوك انتهاء العالم. برز هذا خصوصًا في كلام جون الليدني عن مدينة منستر عام 1535، إذ كانت مدمرة تمامًا على يد قوات أسقف منستر الكاثوليكي ولاندغريف الهيسي اللوثري. بعد تمرد منستر، استمرت مجموعة صغيرة من الباتنبرغيون في اعتناقها للمعتقدات تجديدية العماد النضالية. أما المجموعات غير العنفية فكانت تعتقد باقتراب نهاية العالم.
اعتقد مجددو العماد الأوائل أن إصلاحهم يجب أن يطهر لاهوت المسيحيين وحياتهم، لا سيما علاقاتهم السياسية والاجتماعية. لذا، يجب أن تكفّ الدولة عن دعم الكنيسة، لا بالأعشار ولا بالضرائب، ولا باستعمال السلاح، فالمسيحية مسألة اختيار شخصي، يجب ألّا تُفرَض على أحد، بل هي مبنية على القرار الشخصي.
كان كثير من هذه المجموعات متأثّرًا بالحرفية الكتابية (كالإخوة السويسريين)، والروحانية (كمجددي العماد الألمانيين الجنوبيين)، والسلامية المطلقة (كالإخوة السويسريين والهوتيريتيين والمينوناتيين من شمالي ألمانيا وهولندا). عاش الهوتيريتيون أيضًا في مجتمعات تقوم على اشتراكية الموارد. في البداية، كان معظمهم تبشيريًّا بقوة.

## أشكال لاحقة لتجديدية العماد
كانت الأشكال اللاحقة لمجددي العماد أصغر كثيرًا وركزت على تشكيل مجتمعات صغيرة انعزالية. من أنواعها الكثيرة: المينوناتية والأميش والهوتيريتية.
وكان مينو سيمونز، وهو راهب كاثوليكي قرر في أوائل عام 1536 أن ينضم إلى مجددي العماد، شائعًا بين القادة الجدد للحركة، وكان أكثرهم أثرًا فيها. لم يكن سيمونز مؤيدًا للعنف الذي ناصرته ومارسته حركة منستر، إذ كان يرى أنه يفسد قلب المسيحية. لذا، لم تكن السلامية المينوناتية صفة هامشية للحركة، بل هي في جوهر فهم مينو للإنجيل، وهذا واحد من الأسباب الذي جعلها صفة ثابتة مستمرة في كل الكنائس المينوناتية عبر القرون.
لم يزل مجددو العماد من الراديكاليين الإصلاحيين ملهمين لمجموعات مثل برودرهوف وحركات مثل أوربان إكسبريشن في المملكة المتحدة.

## إصلاحيون راديكاليون ليسوا من مجددي العماد
مع أن معظم الإصلاحيين الراديكاليين كانوا من مجددي العماد، لكن بعضهم لم ينتسب إلى تراث مجددي العماد السائد. حارب توماس منتزر في حرب الفلاحين الألمانية. خالف أندرياس كارلستاد لاهوتيًّا كلًّا من هلدريخ زوينغلي ومارتن لوثر، وعلّم اللاعنف ورفض تعميد الأطفال وترك تعميد المؤمنين الكبار. تأثّر كاسبر سخفنكفلد وسبستيان فرانك بالباطنية والروحانية الألمانية.

## حركات أخرى
إلى جانب مجددة العماد، عُرفت حركات إصلاحية راديكالية أخرى. من أبرزها أن جورج هنستن ويليامز، وهو من أهم مصنّفي الإصلاحية الراديكالية، اعتبر الأشكال الأولى من اليونيتاريناية (توحيد الأقنوم، كالذي عند السوسنيين، ومايكل سرفتس والإخوة البولنديين)، والتوجهات الأخرى التي رفضت العقيدة النيقية في المسيح التي لم يزل يقبلها معظم المسيحيين اليوم، وكان هذا الرفض جزءًا من إصلاحهم الراديكالي. جاءت معارضة التثليث إلى الواجهة مع سرفتس وفاوستس سوسنس.

## المعتقدات
معتقدات هذه الحركة هي معتقدات كنيسة المؤمنين. خلافًا للكاثوليكيين واللوثريين القضائيين والإصلاحيين (الزوينغليين والكالفينيين)، رفض بعض الإصلاحيين الراديكاليين فكرة استقلال «الكنيسة الظاهرة» عن «الكنيسة الباطنة». لذا، فالكنيسة هي مجتمع صغير من المؤمنين الذين قبلوا يسوع المسيح وأظهروا قبولهم بالعماد وهم بالغون، الذي يسمّى «عماد المؤمن».
حاول المصلحون القضائيون أن يستبدلوا بنخبة الكنيسة الكاثوليكية نخبتهم المتعلّمة، أما الإصلاحيون الراديكاليون فرفضوا سلطة الكنيسة المنظمة المؤسسة، كلها تقريبًا، لأنها لا أصل لها في الكتاب المقدس. مع استمرار بحثهم عن المسيحية الأصلية، ادّعى بعضهم أن التوتر بين الكنيسة والإمبراطورية الرومانية كان مستمرًّا في القرون الأولى للمسيحية، وأن الكنيسة لا يجوز لها أن تحالف الحكومة، وأن الكنيسة الحقّة دائمًا مع المضطهدين، وأن تنصّر قسطنطين الأول كان هو الردّة الكبيرة التي حرفت الناس عن المسيحية النقية.